# Random Island
Random Island är en ö i Kanada.   Den ligger i provinsen Newfoundland och Labrador, i den östra delen av landet, 1 700 km öster om huvudstaden Ottawa. Arean är 250 kvadratkilometer.
Terrängen på Random Island är platt. Öns högsta punkt är 259 meter över havet. Den sträcker sig 15,3 kilometer i nord-sydlig riktning, och 31,6 kilometer i öst-västlig riktning.